# SPML
SPML（Service Provisioning Markup Language）は、OASISが開発したXMLベースのフレームワーク。ユーザー/リソース/サービスのプロビジョニング情報を組織間でやり取りするための規格である。

## SPML プロトコル
SPML は、サービス・プロビジョニング要求の統合・相互運用のためのオープン標準プロトコルである。SPML は、DSML の概念に基づいたOASIS標準の1つである。SPML 1.0 は2003年10月に承認され、SPML 2.0 は2006年4月に承認されている。

## サービス・プロビジョニング
サービス・プロビジョニングとは、特定の活動に必要とされるITシステムの素材や消耗品を「前もって準備」することである。リソースを準備する際の突然の出費を抑え、それらリソースのライフサイクル全体の管理を可能とする。これには、デジタルサービス（ユーザアカウントとシステム/ネットワーク/アプリケーションのアクセス権の設定など）と非デジタルサービス（電話やクレジットカードの用意）の両方のプロビジョニングが含まれる。
プロビジョニングは、ユーザー、システムアクセス、電子的サービスに関連するデータなど、管理（設定、変更、削除）が必要な全工程の自動化である。

## 目標
SPML の目標は、Webサービスやアプリケーションのためのユーザインタフェースの設定を組織が安全かつ迅速に行えるようにすることである。そのため、Webポータルやアプリケーションサーバといった企業プラットフォームやサービスセンタがプロビジョニング要求を生成し、それを組織内外とやり取りできるようにする必要がある。これにより、ユーザー/システムアクセスとIT基盤群での一貫した電子サービスへのアクセス権付与の自動化が可能となり、顧客は特定のソリューションに縛られることがなくなる。